# Флаг Трудового сельского поселения (Краснодарский край)
Флаг муниципального образования Трудово́е сельское поселение Ейского района Краснодарского края Российской Федерации — опознавательно-правовой знак, служащий официальным символом муниципального образования.
Флаг утверждён 25 апреля 2011 года решением Совета Трудового сельского поселения № 69 и внесён в Государственный геральдический регистр Российской Федерации с присвоением регистрационного номера 6999.

## Описание
«Прямоугольное полотнище, воспроизводящее композицию герба Трудового сельского поселения Ейского района в зелёном, жёлтом и чёрном цветах».
Геральдическое описание герба гласит: «В четверочастно скошенном зелёном и золотом поле — соцветие подсолнечника с чёрными семенами и лепестками переменных цветов, сопровождаемое: вверху — золотой бычьей головой прямо, внизу — золотым колёсным плугом, по сторонам — двумя зелёными елями».

## Обоснование символики
Флаг языком символов и аллегорий отражает исторические, культурные и экономические особенности сельского поселения.
Зелёный цвет флага указывает на прекрасные степные просторы, а жёлтый — на хлебные нивы поселения.
Зелёный цвет символизирует жизнь, надежду, здоровье, возрождение, стабильность, красоту окружающей природы.
Жёлтый цвет (золото) — символ величия, достатка, процветания и прочности.
Изображение соцветия подсолнечника аллегорически указывает растениеводство, составляющую значительную часть посевов на землях поселения. Подсолнух является символом радости и полноты жизни, олицетворением солнца на земле.
Бык — символ плодородия, достатка, щедрости и процветания. Изображение бычьей головы также аллегорически указывает на животноводство, традиционно развиваемое в хозяйствах поселения.
Изображение плуга символизирует трудолюбие, преданность единому делу, верность родной земле и аллегорически указывает на освоение целинных земель в период коллективизации.
Зелёные ели аллегорически указывают на гордость поселения — рукотворные еловые насаждения. Ель — символ бессмертия, вечной молодости.